# Carmélite (papillon)
Odontosia carmelita
Pour les articles homonymes, voir Carmélite (homonymie) et Carmelita.
Espèce
La Carmélite ou le Bombyx carmélite (Odontosia carmelita) est une espèce de lépidoptères (papillons) de la famille des Notodontidae et de la sous-famille des Ptilodoninae.
- Répartition : Europe, sauf dans le sud.
- Envergure du mâle : 16 à 21 mm.
- Période de vol : d’avril à juin.
- Habitat : forêts.
- Plantes hôtes : Betula alba et Ulmus minor.

## Source
- P.C. Rougeot, P. Viette, Guide des papillons nocturnes d'Europe et d'Afrique du Nord, Delachaux et Niestlé, Lausanne 1978.